# スキット (企業)
スキット株式会社（英: SKiT CO., LTD.）は、福井県福井市に本社を置く印刷ダイレクトメール選挙印刷サービスの中堅企業。

## 沿革
- 1973年 - 阪田製版センター設立。
- 1976年 - 福井市高木中央1丁目に新工場移転。
- 1976年 - 有限会社阪田製版センターに改組。
- 1991年 - スキット株式会社に改組。
- 2005年 - 東京オフィスを中央区日本橋兜町に開設。
- 2006年 - 東京オフィスを千代田区神田錦町に移転。
- 2007年 - 大阪オフィスを中央区南本町に開設。
- 2012年 - 東京オフィスを千代田区猿楽町に移転。
- 2014年 - 大阪ブランチを吹田市千里山松が丘に移転。
- 2014年 - 福岡オフィスを福岡市中央区天神に開設。
- 2014年 - 仙台オフィスを仙台市青葉区中央に開設。

## 主要事業
- ポケットフォルダー制作
- 選挙関連制作
- 圧着DM制作
- 下敷き制作

## 所在地
- 本社工場 - 福井県福井市高木中央1-328
- 東京オフィス - 東京都千代田区猿楽町2-4-2 小黒ビル202号室
- 大阪ブランチ - 大阪府吹田市千里山松が丘18-11
- 福岡オフィス - 福岡県福岡市中央区天神1-9-17 福岡天神フコク生命ビル15階
- 仙台オフィス - 宮城県仙台市青葉区中央2丁目2番10号 仙都会館5階